# Danh sách thành phố Cộng hòa Congo
Đây là danh sách các thành phố ở Cộng hòa Congo.
- Bomassa
- Brazzaville
- Diosso
- Dolisi
- Djambala
- Ewo
- Gamboma
- Impfondo
- Kayes
- Kinkala
- Madingo-Kayes
- Madingou
- Makoua
- Matsanga
- Mbinda
- Mossendjo
- Ngamaba-Mfilou
- Nkayi
- Ouésso
- Owando
- Oyo
- Pointe-Noire
- Sembé
- Sibiti